# Skeletspier

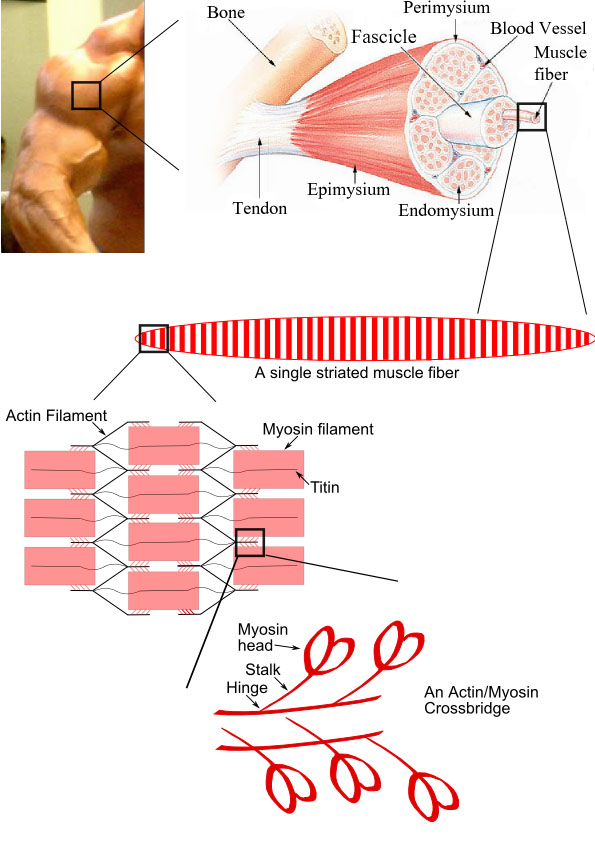
Engelstalige uitleg van skeletspier. Tendon=pees.

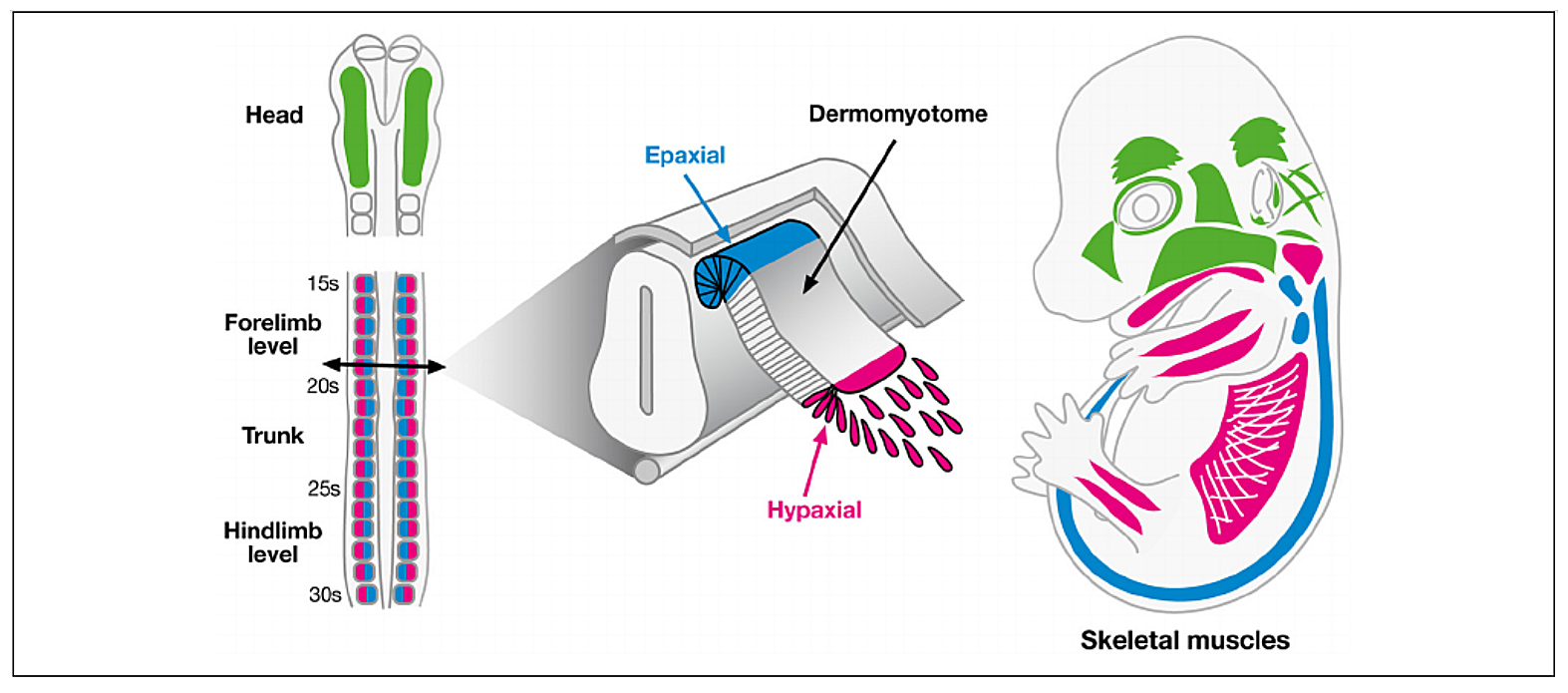
Muisembryo 14,5 dag oud. Embryonale oorsprong van skeletspieren. Myogene cellen van skeletspieren hebben twee verschillende embryonale oorsprongen. Myogene cellen van de hoofdspieren zijn afkomstig van het paraxiaal mesoderm (groen), behalve de tong- en achterste nekspieren, die afkomstig zijn van de hypaxiale lip van dermomyotoom van craniale somieten (roze). In de romp komen myogene cellen van de rugspieren voort uit de epaxiale lip van dermomyotoom (blauw), terwijl myogene cellen van middenrif- en ledemaatspieren afkomstig zijn van de hypaxiale lip van dermomyotoom (roze)

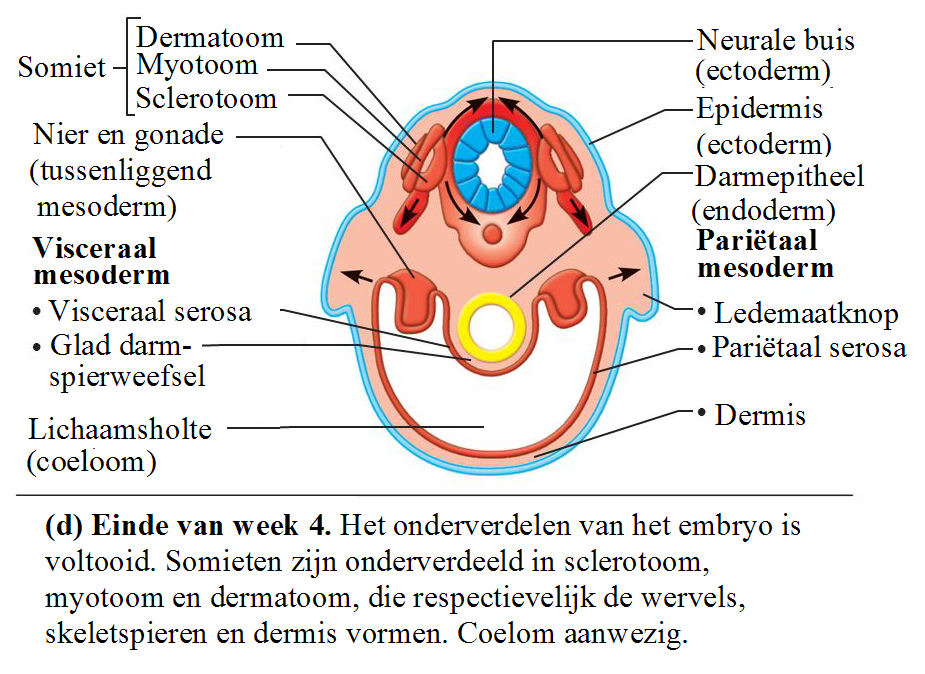
Menselijk embryo eind week 4 (gerekend vanaf de bevruchting) met de ontwikkelde somieten

Een skeletspier of musculus sceleti is een spier die bevestigd is tussen twee delen van het skelet. De skeletspieren vormen het actieve bewegingsapparaat. Zij lopen vrijwel allemaal over een of meer gewrichten en zorgen door hun vermogen om samen te trekken (contractie) voor de beweging daarvan.

## Benaming
Skeletspieren hebben een wetenschappelijke naam, afkomstig uit het Latijn en/of het Grieks, die meestal gebaseerd is op hun bouw, ligging en/of functie. Musculus biceps femoris is letterlijk vertaald Tweekoppige (biceps) spier (musculus) van het bovenbeen (femoris). Musculus adductor magnus betekent Grote (magnus) aanvoerende (adductor) spier (musculus).

## Algemene bouw en werking
Een skeletspier heeft altijd twee of meer aanhechtingspunten, de plaatsen op het skelet waar de spieren door middel van pezen aanhechten. De aanhechtingspunten worden onderscheiden in origo en insertie. De algemene regel is dat de origo het aanhechtingspunt is aan het over het algemeen onbeweeglijke bot en de insertie aan het beweegbare bot. Bij de musculus biceps brachii bijvoorbeeld zit de origo boven de schouder, en de insertie aan de onderarm.
De spierbuik is dat deel van de spier dat bestaat uit dwarsgestreept spierweefsel en dat kan samentrekken (contraheren). De spierbuik van een skeletspier bestaat uit spierbundels. Elke spierbundel bestaat uit spiervezels en elke spiervezel bestaat weer uit myofibrillen. Elke myofibril bestaat uit de filamenten actine en myosine. Groepjes filamenten vormen door hun ligging sarcomeren en deze kunnen volgens het glijdend filamentmechanisme door hun interactie in elkaar schuiven en zo korter worden. In de jaren 1970 werd een derde filament titine ontdekt. Dit zorgt ervoor dat de filamenten in de sarcomeer niet alleen over elkaar schuiven bij contractie, maar ook draaien. Daardoor kan een spier meer kracht kan leveren en wordt voorkomen dat er schade aan de sarcomeer ontstaat. De consequentie hiervan is dat we niet langer kunnen spreken van een glijdend filamentmechanisme, maar van om elkaar draaiende filamenten.
Skeletspiercellen bestaan uit langgerekte myofibrillen die in de breedte verbonden zijn met T-tubili of transfers tubuli. Dit zijn de uitlopers van het celmembraan, ook wel sarcolemma genoemd, die potentiaalverschillen of spanningsverschillen kunnen doorgeven. Ook bevat de spiercel een sarcoplasmatisch reticulum dat bestaat uit zakvormige eenheden of cisternen met een waterig milieu in. 1 T-tubuli en 2 cisternen vormen een triade.

## Aansturing
Skeletspieren worden aangestuurd door het zenuwstelsel. Ze worden vanuit de hersenen aangestuurd door motorische zenuwen. De bewuste aansturing van de skeletspieren vindt plaats via het piramidale systeem. Dit loopt van de motorische schors naar de hersenstam en ruggenmerg. In de hersenstam en ruggenmerg liggen motorische zenuwcellen, de motorische alfaneuronen. Een motorische zenuwcel stuurt meerdere spiervezels van eenzelfde spier aan. Een dergelijke combinatie van een zenuwcel met de bijbehorende spiervezels wordt een motorische eenheid genoemd. Elke spier is onderverdeeld in meerdere motorische eenheden. De kracht die een spier levert hangt af van het aantal geactiveerde motorische eenheden. Over het algemeen geldt dat grote spieren motorische eenheden hebben met veel spiervezels, en dat spieren die nauwkeurige bewegingen moeten maken uit kleine motorische eenheden bestaan. Op deze manier kan de kracht die een spier levert, nauwkeurig worden opgebouwd.

## Vormen van skeletspieren
Skeletspieren zijn er in verschillende vormen:
- spoelvormig - de eenvoudigste vorm waarbij de spier een origo, een insertie en een spoelvormige spierbuik heeft; voorbeeld: musculus sartorius (de kleermakerspier)
- meerkoppig - waarbij een spier meer origo's en/of inserties heeft; voorbeeld: musculus biceps brachii
- meerbuikig - waarbij een spier meerdere spierbuiken heeft tussen origo en insertie; voorbeeld: musculus rectus abdominis (de rechte buikspier)
- waaiervormig - waarbij de origo veel breder is dan de insertie of andersom; voorbeeld: musculus pectoralis major (de grote borstspier)

Op grond van het exacte verloop van de spiervezels tussen origo en insertie kan er een onderscheid gemaakt worden tussen:
- parallel-vezelige spieren - bij deze spieren komt de gehele contractie van het spierweefsel ten goede aan een verkorting tussen origo en insertie; voorbeeld: musculus sartorius
- geveerde spieren - hierbij staan de spiervezels tussen origo en insertie onder een bepaalde hoek; voorbeeld: musculus rectus femoris

Het voordeel van geveerde spieren ten opzichte van parallel-vezelige spieren is dat er meer spiervezels naast elkaar kunnen samentrekken en dat er dus een grotere kracht kan worden gegenereerd. Met een andere term wordt dan wel gesproken over een grotere fysiologische doorsnede. Het nadeel is dat, omdat de spiervezels onder een hoek staan, niet de volledige contractie uiteindelijk ten goede komt aan een verkleining van de afstand tussen origo en insertie. Geveerde spieren hebben met andere woorden een kleiner bewegingstraject.

## Onderscheid naar functie
Gelet op het functioneren van een skeletspier kan onderscheid gemaakt worden tussen:
- monoarticulaire spieren - spieren die over een gewricht lopen, de musculus glutaeus maximus (grote bilspier) loopt alleen over het heupgewricht en trekt het bovenbeen naar achter
- bi-articulaire spieren - spieren die over twee gewrichten lopen, de musculus rectus femoris loopt over het heupgewricht en de knie en buigt het bovenbeen in de heup en strekt het onderbeen in de knie. Een voordeel is dat de spier over een groot gebied dicht bij de rustlengte kan blijven met een maximale vrijwillige contractie (MVC)
- multiarticulaire spieren - spieren die over meer dan twee gewrichten lopen, bijvoorbeeld de spieren die de vingers buigen of strekken

Verder kan er, uitgaande van een bepaalde beweging, een onderscheid gemaakt worden tussen:
- de agonist - de spier die primair verantwoordelijk is voor de beweging, bijvoorbeeld de musculus biceps brachii bij buiging van de arm in de elleboog
- de antagonist - de spier die verantwoordelijk is voor het uitvoeren van de tegenovergestelde beweging, in geval van bovenstaand voorbeeld is de musculus triceps brachii de antagonist
- de synergist - de spier die meewerkt bij het tot stand komen van de beweging, in geval van bovenstaand voorbeeld is de musculus brachialis een synergist

De laatstgenoemde drie termen zijn relatief en dus afhankelijk van de situatie. Een correcte formulering zou zijn: De musculus biceps brachii en de musculus triceps brachii zijn elkaars antagonisten en ook de musculus biceps brachii en de musculus brachialis zijn elkaars synergisten.
Een ander onderscheid is tussen het versnellen en vertragen van gewrichten en het vasthouden:
- bij concentrische contractie wordt een gewrichtsbeweging versneld en levert de spier kracht terwijl deze verkort en zo positieve arbeid levert
- bij excentrische contractie wordt een gewrichtsbeweging vertraagd of wordt de zwaartekracht weerstaan en levert de spier kracht terwijl deze verlengt en zo negatieve arbeid levert
- bij isometrische contractie verandert de spier niet van lengte tijdens het leveren van kracht en wordt er geen arbeid geleverd. Dit kan het geval zijn bij het grijpen van een voorwerp met een hand

## Spiergroei
Spieren hebben de eigenschap zich aan te passen aan de omstandigheden. Deze vorm van fenotypische plasticiteit vormt het uitgangspunt voor training, de supercompensatie. Als er met regelmaat wordt hardgelopen, zullen de spieren zich na verloop van tijd zodanig aanpassen, dat ze beter in staat zijn om zuurstof op te nemen en energie te leveren.
Bij krachttraining wordt de maximale kracht vergroot doordat de spiervezels groter worden. Als de omstandigheden er juist voor zorgen dat de spieren minder gebruikt worden, zal het omgekeerde effect optreden: de spiervezels worden kleiner en verliezen aan kracht. Dit effect heet atrofie en vindt bijvoorbeeld plaats bij astronauten in een gewichtloze omgeving en bij mensen bij wie ledematen na een botbreuk door gips zijn geïmmobiliseerd. Getrainde atleten beschikken over het vermogen om een mild verlies aan spierkracht en -volume door inactiviteit in korte tijd terug te winnen. Dit fenomeen staat ook wel bekend als muscle memory, ofwel spiergeheugen.

## De recordhouders
De sterkste spier gemeten naar kracht uitgeoefend op een extern object is de musculus masseter, oftewel de kauwspier waarmee de onderkaak beweegt. Als zuiver wordt gekeken naar de grootte van de spier en de kracht die op het bot uitgeoefend kan worden, dan is de musculus glutaeus maximus de sterkste spier.
De langste spier is de musculus sartorius in het bovenbeen.
De grootste spier qua oppervlakte is de musculus latissimus dorsi (de breedste rugspier).